# 五月花後裔總會

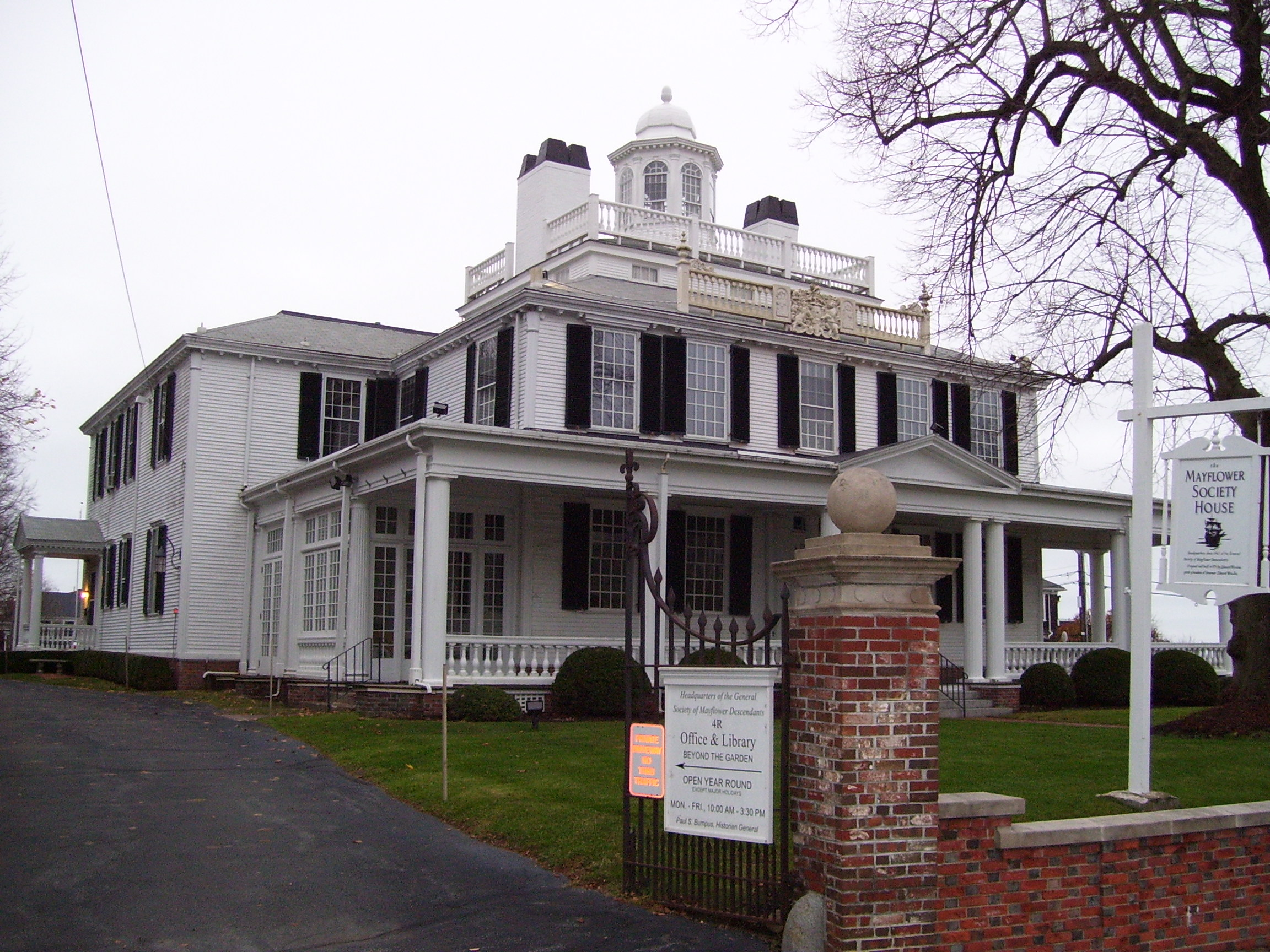
五月花協會博物館

五月花後裔總會，通常簡稱五月花協會，是一個世襲組織，他們的成員是1620年抵達麻薩諸塞州普利茅斯的102名五月花號乘客的後人。該協會於1897年在普利茅斯成立。

## 組織
該協會的一個主要目標是教育公眾瞭解朝聖者在後來成立美利堅合眾國的早期歷史中的作用。美國所有50個州、哥倫比亞特區和加拿大都有五月花號協會。
今天，據估計，多達數千萬美國人至少有一位祖先是這群早期定居者。任何能夠證明自己來自一個或多個五月花朝聖者的後裔的人都有資格申請加入五月花協會。五月花後裔總會被列為美利堅合眾國世襲社團認可的世系社團。
1941年，該協會購買了麻薩諸塞州普利茅斯的愛德華·溫斯羅普之家。這座豪宅最初由普利茅斯殖民地第三任總督愛德華·溫斯羅普的曾孫於1754年建造。該協會將房屋作為五月花之家博物館運營，這是歷史悠久的房屋博物館，擁有18世紀的裝飾和傢俱。五月花後裔總會的辦公室和圖書館位於豪宅後面。